# Caserío Berridi

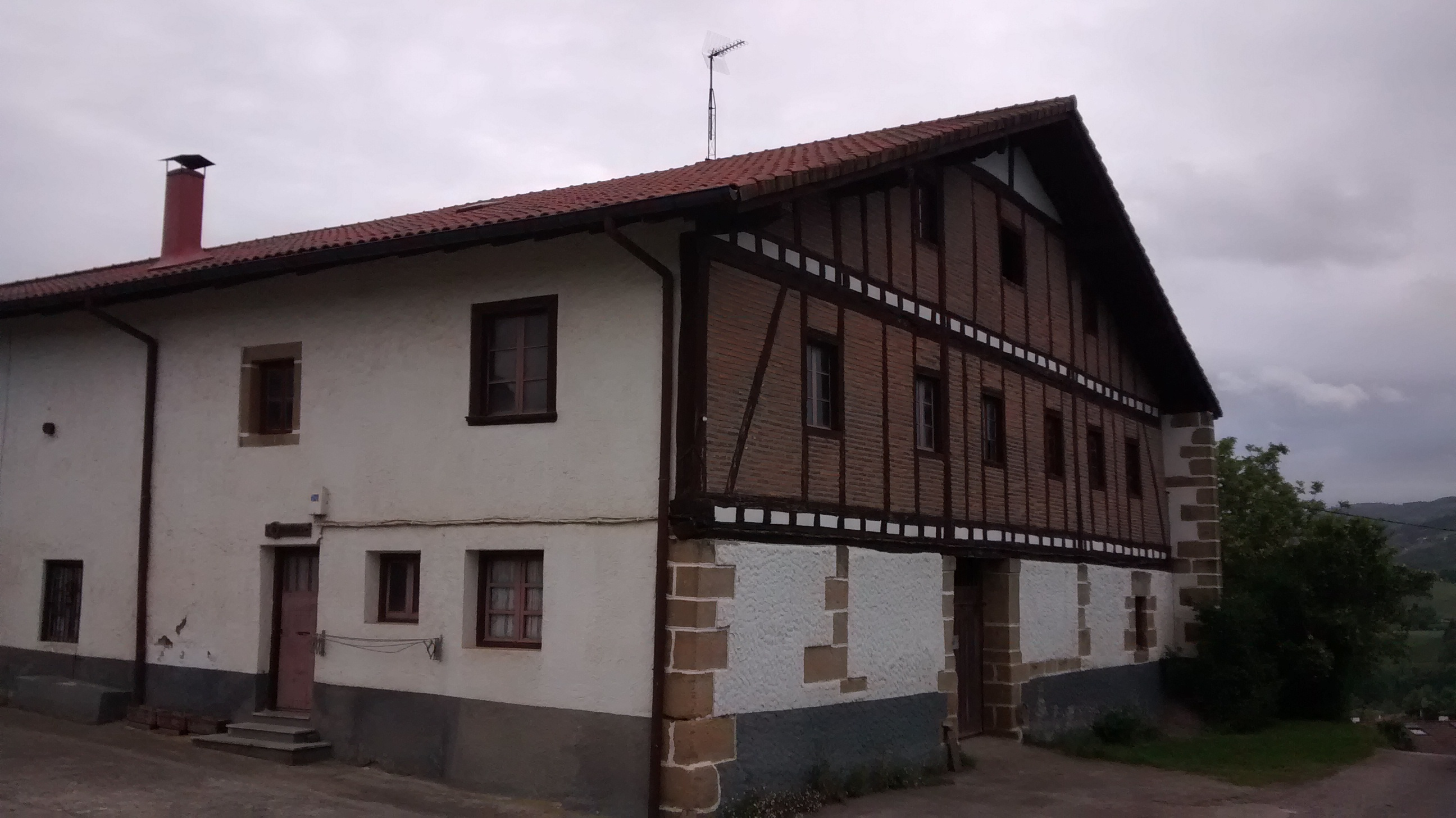
Caserío Berridi

El caserío Berridi en San Sebastián (España) está situado sobre una loma dominando la vega del Oria en el barrio de Zubieta. 

## Descripción
Se trata de una edificación de planta rectangular (21 m x 20 m) de dos plantas de altura y desván, esquinales de piedra sillar, cortavientos, también de piedra sillar, en esquinal Norte y cubierta de madera a tres aguas.
La fachada principal es de orientación NE. La planta baja de mampostería presenta pilares de sección cuadrada de piedra sillar de arenisca y una ventana recercada de sillar. Posee entramados de madera en la primera planta y en el desván alcanzando éstos hasta el bajo cubierta. Los huecos están dispuestos de manera asimétrica dependiendo de la posición de los montantes del entramado. La composición es muy regular. Los vanos entre entramados están rellenados de ladrillo cerámico. En esta fachada destacan las líneas de cabezales de la solivería y está artesonado. El resto de las tres fachadas es de mampostería enlucida y pintada de color blanco. Destaca en la fachada SE una ventana con marco de madera y alféizar faqueado. En la fachada SW destacan tres ventanas recercadas de sillar. Finalmente, un anejo-tejabana adosada cubre parte de la fachada NW.
La estructura interior de este caserío apoyada sobre poyos o zapatas de piedra, se compone de seis postes enterizos centrales de gran sección que, junto con las vigas que presentan gran luz entre crujías, tornapuntas y la solivería, forman la regularmente distribuida y simétrica estructura de este edificio. La techumbre del caserío, en madera, formada por correas, cabrios y enlatado es también de gran envergadura.